# The Abandoned Well
The Abandoned Well é um filme de drama e faroeste dos Estados Unidos de 1913 estrelado por Harry Carey. O filme mudo foi dirigido por Travers Vale.